# Безпосередньо Каха. Інший фільм
«Безпосередньо Каха. Інший фільм» — російський комедійний фільм режисера Віктора Шамірова, який написав сценарій спільно з Артемом Калайджяном. Продовження фільму " Безпосередньо Каха " (2020). Артем Карокозян та Артем Калайджян повернулися до ролей Кахи та Серго відповідно. Також у фільмі знімалися Олена Осипова, Єва Зограбян, Вартан Данієлян, Тамара Турава, Гліб Сіпунов, Арам Айрапетян, Яків Кешишян, Георгій Рогонян та інші. За сюжетом Каха ґвалтує дочку сочинського кримінального авторитету, після чого вони із Серго перестають бути друзями.
Фільм вийшов у російський прокат 25 травня 2023 року та зібрав 355 млн рублів у прокаті. Але 23 серпня, вже після закінчення основного прокату, фільм відкликав прокатне посвідчення .

## Сюжет
Каха та Серго грабують автомобілі людей, що стоять біля ресторану. З будівлі виходить дівчина на ім'я Лаура, яка, будучи у нетверезому вигляді, засинає у себе в машині. Каха вирішує її пограбувати, а потім і згвалтувати, незважаючи на відмовки Серго. На телефон дівчини дзвонить її батько, кримінальний авторитет Давид Георгійович Бабасик, але друзі ігнорують дзвінок та їдуть. Вранці вони намагаються здати вкрадені коштовності до ломбарду, але власник занижує розцінки. У той же ломбард приходять люди Бабасика, які шукають речі його дочки, і друзі втікають, викравши у бандитів Гелендваген . Ті наздоганяють їх у торговому центрі «МореМолл» і стріляють Серго в голову, тоді як Каха вдається втекти.
Каха вирішує на якийсь час виїхати з міста, але люди Бабасика його ловлять. Бабасик загрожує Касі розправою за зґвалтування доньки, і Каха у сльозах намагається заперечувати, що це зробив він. Лаура каже, що її зґвалтував Серго, оскільки саме його вона побачила перед собою, прийшовши до тями. Користуючись нагодою, Каха вирішує звалити провину на друга, і Бабасик його відпускає. Перед відходом Каха заявляє про готовність взяти відповідальність на себе та одружитися з Лаурою. Під крилом Бабасика Каха стає важливою людиною і забуває про своїх старих друзів. Тим часом Серго виявляється живим, але нічого не пам'ятає . Його дівчина Джульєтта та бомжі з цвинтаря допомагають йому згадати своє життя. Дорогою додому Каха помічає Джульєтту, що гуляє з Серго, але думає, що йому здалося.
Серго залишається ночувати у Джульєтти і лякає Каху, прийшовши до нього додому. Так як той думає, що його друг мертвий, це спрацьовує. На ранок ворожка радить Касі вибачитися перед «духом» Серго, коли той з'явиться знову. Серго знову приходить вночі, і переляканий Каха зізнається в брехні і просить вибачення, але лякається ще більше, коли «дух» падає зі стелі, на якій він був підвішений за допомогою мотузки, і тікає. Джульєтта намагається переконати Серго змусити Каху відповісти за всі свої вчинки, але Серго виявляється для цього надто слабохарактерним і вирішує виїхати з міста. Вранці Каха не без сторонньої допомоги помічає на стелі мотузку і розуміє, що його друг може бути живий. Єреван і Серго вирішують, що тому треба їхати до Абхазії .
Серго знову приходить до Кахи, щоб попрощатися та пробачити його. Каха вирубує Серго ударом по лобі й відвозить на цвинтар, щоб там убити і закопати, бо він не бажає відмовлятися від того, чого досяг Бабасику, не підозрюючи про те, що їх уже шукають його люди. Каха готується вбити друга, і той, хай і безуспішно, намагається його відмовити та відмовляється прощати. На цвинтар приїжджає Бабасик зі своїми людьми, який бажає дізнатися, хто насправді зґвалтував Лауру. Каха знову звалює провину на друга, а Серго розповідає правду, звинувачуючи у всьому Каху та Лауру заразом. Той намагається заперечувати, але Бабасик стріляє йому в ногу і наказує вбити їх обох. Під тиском обставин Каха вибачається у Серго, після чого бандити чують чужі голоси і відкривають вогонь, а друзі тим часом збігають.
Серго прощається з Джульєттою, яка також приїхала на цвинтар, і разом із Кахою їде на вантажному автомобілі. За ними женуть бандити Бабасика, і Серго доводиться відбиватися від них усім, що є в кузові. Герої відриваються від погоні, заїхавши до хащі лісу. Коли вони доїжджають до кордону з Абхазією, біля вантажівки відривається кабіна і далі доводиться йти пішки. Випадковий перехожий, ображений зауваженням Кахи, стріляє йому в груди, і того збираються відвозити в морг, вважаючи, що він скоро помре, але Серго викрадає автомобіль швидкої допомоги і їде в гори. Касі вдається вижити, і вони з Серго йдуть на світанок.

## Акторський склад
- Артем Карокозян — Каха
- Артем Калайджян — Серго
- Тамара Турава — Музика.
- Данило Іванов — Пушкін
- Вартан Данієлян — Єреван.
- Єва Зограбян — Джульєтта.
- Мілена Цховребова — мати Кахи
- Левон Арутюнян — Бабасик
- Олена Осипова — Лаура
- Джульєтта Степанян — ворожка
- Карен Акопян — священик
- Гліб Сипунов — скупник
- Ваган Симонян — батько Джульєтти
- Левон Саргсян — лікар
- Михайло Караманян — тип
- Арут Авідян — Франческо

Арам Айрапетян, Яків Кешишян та Георгій Рогонян зіграли пліткарів; Костянтин Богданов, Олександр Синюков та Сергій Фролов — бомжів; а Айдамір Недолушко, Зелімхан Кагіров, Максим Полинський, Олександр Івлєв та Ілля Аджамян — амбалів.

## Прем'єра
Російська прем'єра фільму «Безпосередньо Каха. Інший фільм» відбулася 19 травня 2023 року в кінотеатрі «КІНО МореМолл» у Сочі . Спеціальні покази також проходили в Нижньому Новгороді (20 травня в кінотеатрі «Імперія мрій Небо»), Москві (22 та 23 травня в кінотеатрах «Каро 11 Жовтень» та «Формула Кіно на Кутузовському»), Санкт-Петербурзі (24 травня у кінотеатрі «Формула Кіно Галерея»), Ростові-на-Дону (25 травня у «Горизонт Cinema&Emotion»), Казані (25 травня у «Кіномакс»), Краснодарі (26 травня у кінотеатрі «Монітор») та Єкатеринбурзі (26 травня у місцевому «Кіномаксі») . Картина вийшла в російський прокат 25 травня, дистриб'ютором виступила компанія Централ Партнершип .
З 14 липня фільм став доступним для перегляду в російських онлайн-кінотеатрах . 23 серпня Міністерство культури Російської Федерації відкликало у фільму прокатне посвідчення на підставі «звернення та заяви правовласника», а пізніше він був вилучений з бібліотек онлайн-кінотеатрів .

## Прийом

### Критика
Більшість критиків проігнорували вихід фільму, від тих небагатьох, хто написав про нього, фільм отримав нейтральні оцінки . Журналістка газети " Metro " Оксана Чортова оцінила його позитивно: «Найдивніше, що через весь гумор „на межі“, треш і повну абсурдність сюжету фільм несе в собі добрий позитивний заряд і в черговий раз дозволяє повірити в те, що добро все одно завжди перемагає зло» . Василь Говердовський написав для " Кінопошуку « негативний огляд, назвавши головною проблемою обох фільмів „несумісність персонажів із запропонованими ним сюжетами“, а головний конфлікт сіквела — „чисто формальним, емоційно вихолощеним“ . Нейтральні огляди опублікував сайт Ivi: на думку Анни Кравченко „навіть найвдаліші жарти звучать грубувато“, але фільм — „далеко не найгірший зразок сучасної народної (навіть простонародної) кіно-клоунади“ . Позитивний огляд опублікував сайт Inteatr: на думку автора, фільм „порадує глядачів свіжими та незвичайними ідеями, талановитою грою акторів та загальною бадьорою атмосферою“ .
Відгуки глядачів, зібрані газетою „Аргументи та факти“, були негативними. Деякі називали фільм „абсолютним днищем“ і „тупим фільмом із тупими жартами“ . Скандал у Рунеті викликала вступна сцена, в якій Каха ґвалтує сплячу дівчину, а потім звинувачує її саму в події . Обговорення цієї сцени в соцмережах призвело до рев'ю-бомбінгу і обвалу користувальницької оцінки фільму на кіносайтах . Станом на 3 серпня 2023 року, у фільму оцінка 2,6 (понад 58000 оцінок) з 10 можливих, на популярному російському сайті „Кінопошук“.

### Збори
Станом на 30 липня 2023 року Безпосередньо Каха. Інший фільм» зібрав 355,5 млн рублів у прокаті Росії та країн СНД .
«Безпосередньо Каха. Інший фільм» вийшов у російський прокат одного дня з фільмами " Втікач " та «Мій пес Руні». У перший день прокату він зібрав 43 млн рублів, на 10 % менше, ніж у першої частини. Георгій Романов з " Бюлетеня кінопрокатника " припустив, що у свій перший вікенд картина заробить 120—150 млн рублів . У перший вікенд «Інший фільм» зібрав 152,3 млн рублів, очоливши прокат . У другі вихідні він змістився на третє місце і зібрав 52,1 млн рублів, на 65 % менше .